# Луча Саука
Луча Саука (30 вересня 1960 — грудень 2013) — румунська академічна веслувальниця.
Срібна призерка Олімпійських Ігор 1984 року в складі вісімки.
Чемпіонка світу 1986 (розпашні четвірки зі стерновою), 1987 (вісімки) років, бронзова призерка 1985 року в складі вісімки.